# Schizoprymnus doryphorus
Schizoprymnus doryphorus är en stekelart som beskrevs av Papp 1991. Schizoprymnus doryphorus ingår i släktet Schizoprymnus och familjen bracksteklar. Inga underarter finns listade i Catalogue of Life.